# Köttbullar

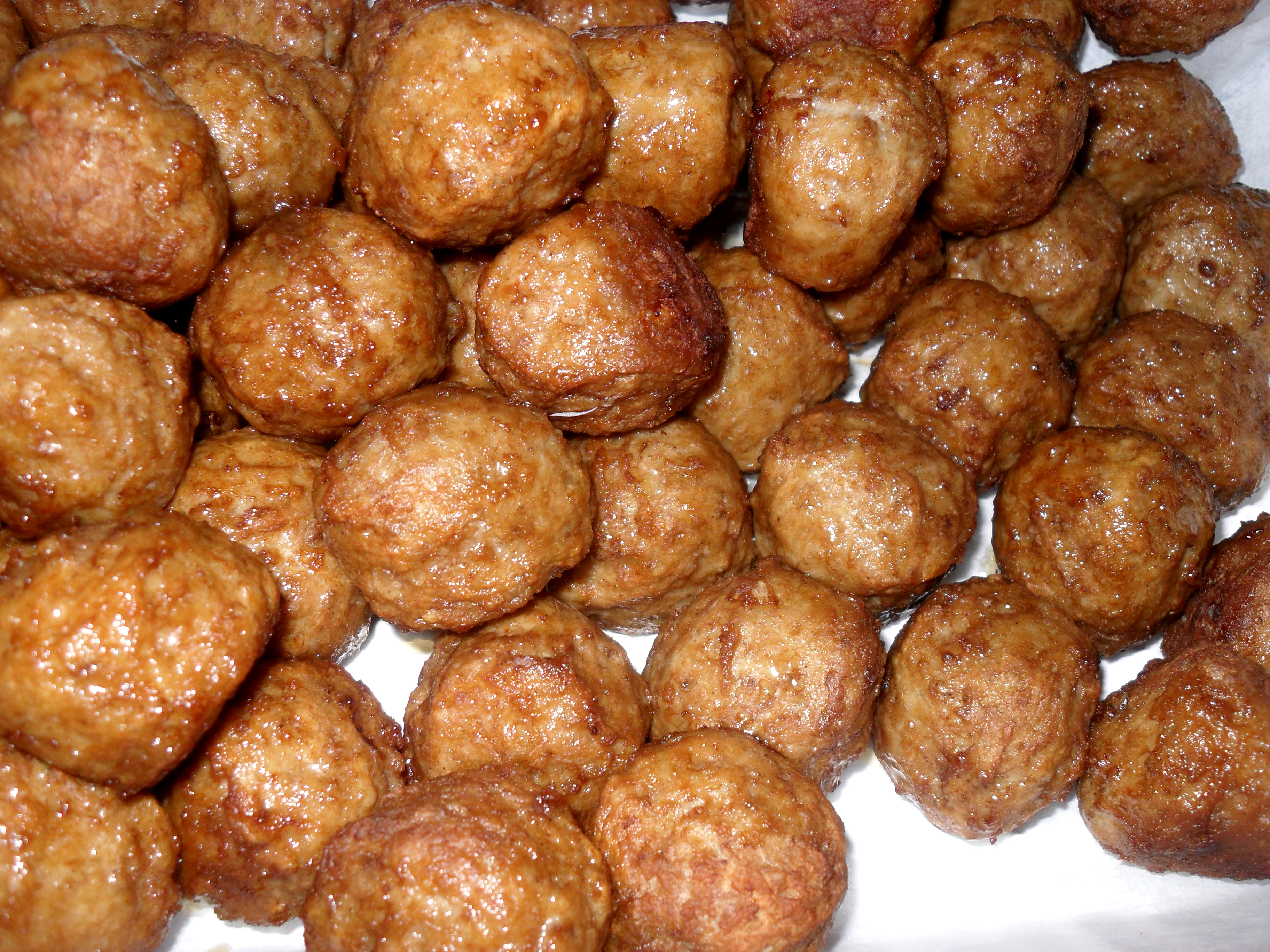
Färdiga svenska köttbullar.

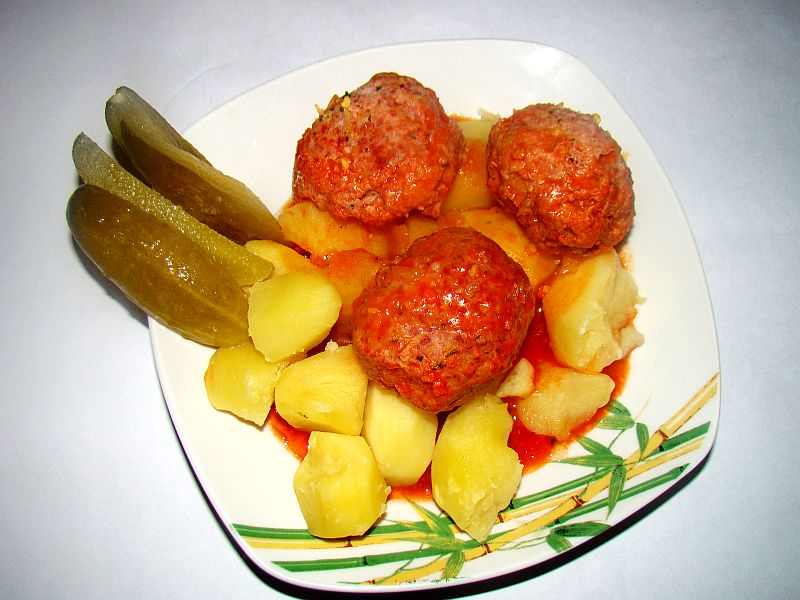
Maträtt med polska köttbullar.

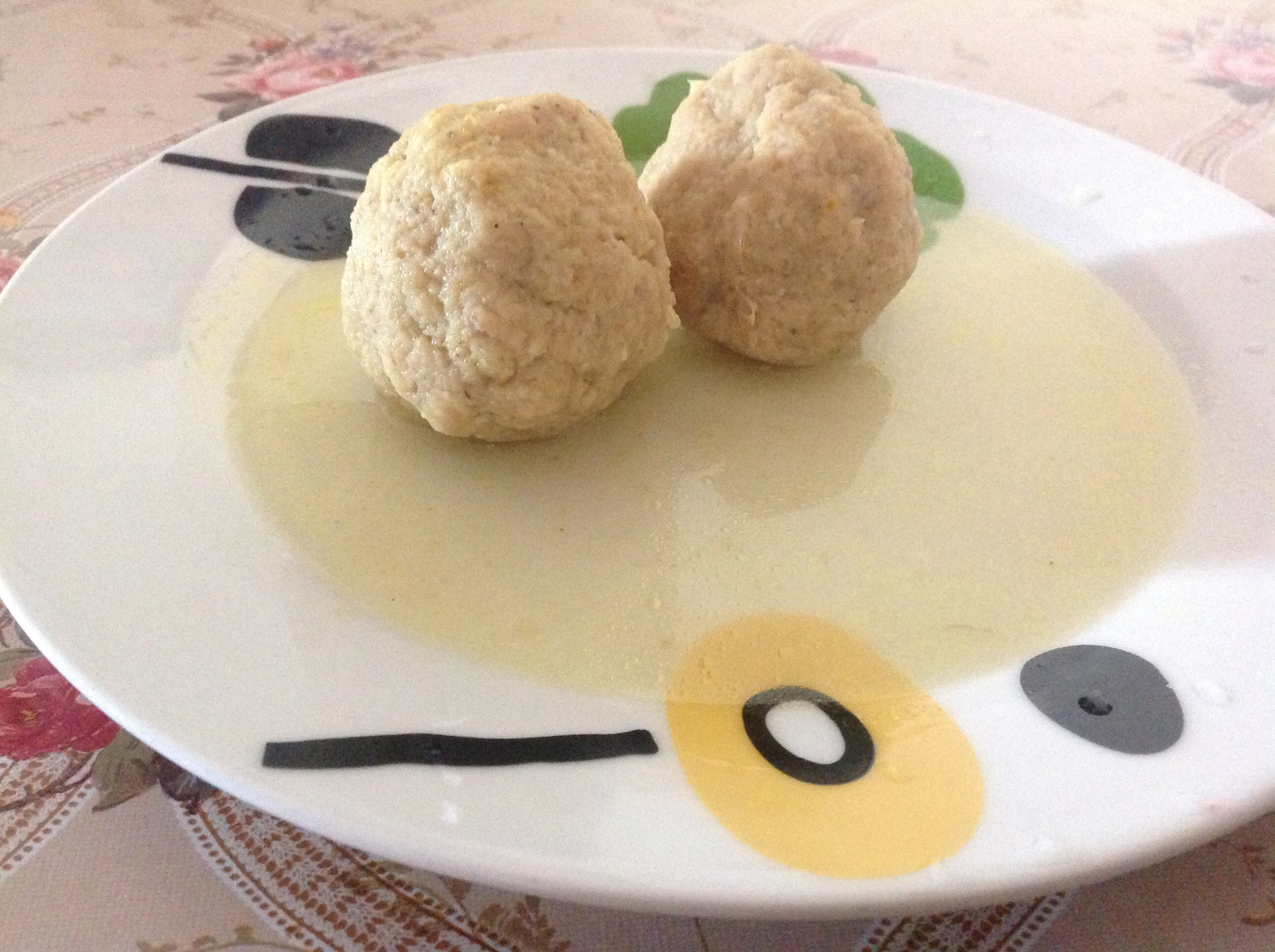
Gondi, persiska köttbullar.

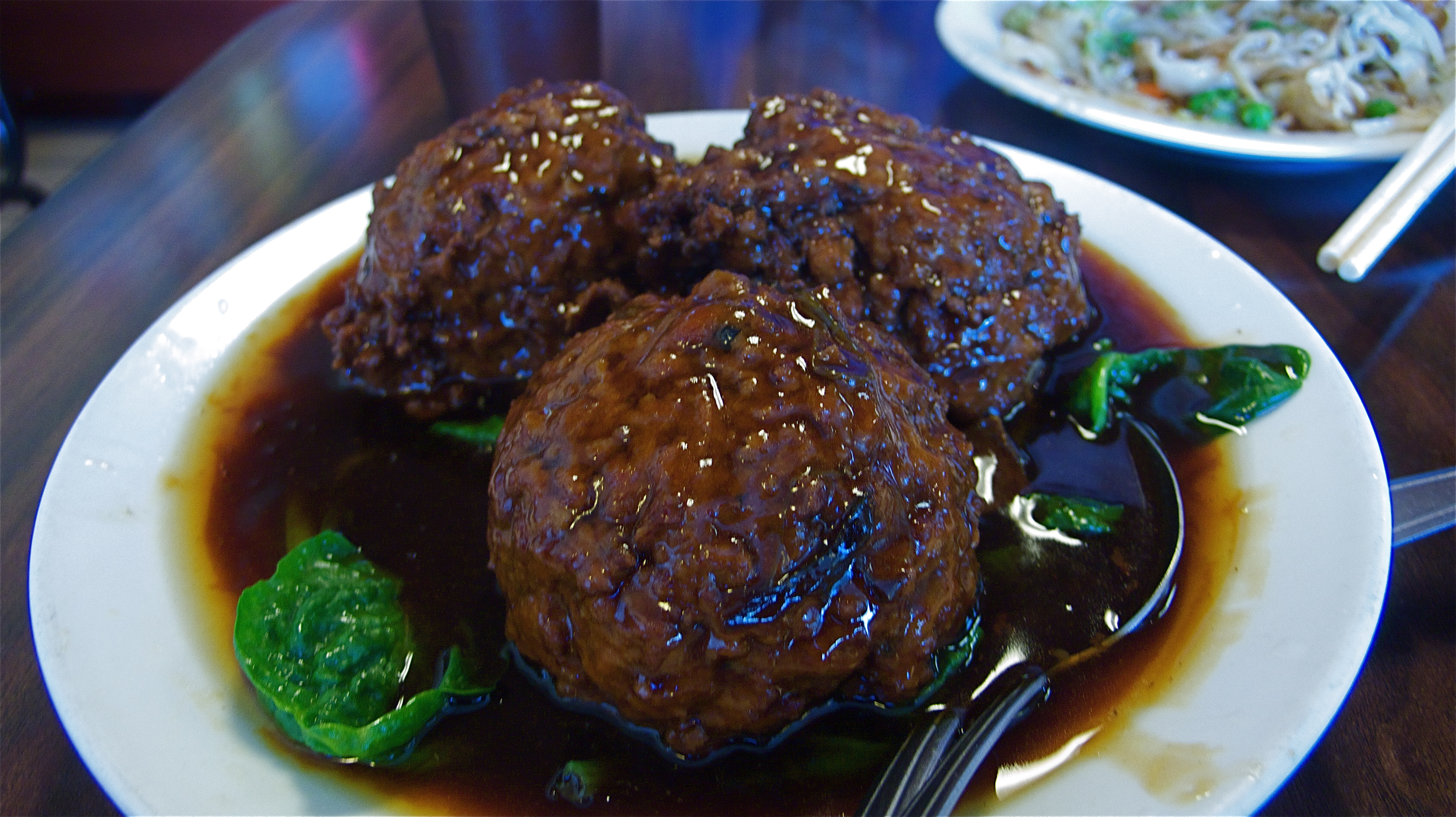
Sojabräserade kinesiska "lion's head"-köttbullar.

Köttbullar (singular: köttbulle) är en maträtt bestående av runda bollar som görs av köttfärs och vanligen steks. Köttbullar förekommer i många olika matkulturer med olika variationer i storlek, innehåll och smak. Ett exempel är spanska albóndigas. Vanligt kött i köttbullar är nötkött och/eller fläskkött, lammkött eller kyckling.
Skillnaden mellan köttbullar i olika länder ligger bland annat i kryddningen, storleken på köttbullarna och köttvalet. Även serveringen kan variera mellan länder. Italienska köttbullar brukar innehålla örter och ost samt serveras i en tomatbaserad sås. Amerikanska köttbullar är i allmänhet större än svenska och italienska.

## Etymologi
"Bullar" i namnet har ingenting med bakverket bullar att göra. Det syftar på maträtter som har rundad form, exempelvis fiskbullar och potatisbullar. Bulle är besläktat med ordet boll och kommer av det äldre ordet bolle som avsåg en rundad skål som kallades bål. Med tiden har bål blivit mer synonymt med drycken som serveras i skålen.

## Historia
Köttbullens ursprung är oviss. Smaksatta köttbullsrecept har hittats i kokböcker från Bagdad kring år 1000. Maträtter som innehåller passerat (pressat genom en sil) eller hackat kött som formats till bollar är kända från medeltiden i såväl England, genom kokboken Forme of Cury, som i arabvärlden.

## Svenska köttbullar
I Sverige klassas köttbullar som husmanskost och flera anser att det är en kandidat till nationalrätt. Vanligt för svenska köttbullar är en kombination av nötkött och fläskkött. Nötfärsen bidrar till fettsnåla köttbullar medan den vanligtvis fetare fläskfärsen bidrar till att köttbullarna blir saftiga. I södra Sverige innehåller de ofta fläskkött medan det längre norrut i Sverige används mer nötkött. Även exempelvis kalvkött eller viltkött kan användas till köttbullarna. Det finns även varianter med kycklingfärs, som brukar kallas kycklingköttbullar, och köttfria varianter som kan kallas vegetariska bullar, vegobullar eller köttfria köttbullar.
Ströbröd som får svälla i vätska är en del i tillagningen av de svenska köttbullarna. Tore Wretman, känd förespråkare av den svenska husmanskosten, lagade exempelvis sina köttbullar på en smet baserad på fläskkött, kalvkött, oxkött, grädde, ströbröd, ägg och lök. Den svenska köttbullen har bland annat fått global spridning via Ikeas restauranger och kaféer. År 2019 sålde Ikea en miljard köttbullar till kunder världen över.

### Historia
Den första kända användningen av ordet köttbulle förekommer 1755, i Cajsa Wargs kokbok. Köttbullar började ätas i Sverige under mitten av 1800-talet i takt med att köttkvarnen och vedspisen blev vanligare i de svenska hemmen. Innan dess kallades köttbullar för frikadeller, vilket i senare språkbruk avser köttbullar som kokas i soppa eller buljong. Frikadeller har belägg i svenskan så tidigt som på mitten av 1600-talet och avsåg vanligtvis kalvköttstycken rullade i hackade grönsaker, fett och äggulor samt tillagade i en täckt kopparpanna.
Cajsa Warg upptar i sin Hielpreda i hushållningen för unga fruentimmer 1775, köttbullar av hackat kött (kalv, men även får- eller oxkött sägs fungera), rivet bröd och ägg. De kryddas med peppar, salt och muskot. I Husmanskost sägs köttbullarna, som skall vara av ox- eller kalvkött, vara kryddade med peppar, ingefära och muskot. I de flesta kokböcker fram tills på början av 1900-talet innehåller recept på köttbullar inte lök. Edith Jonsson-Ekegårdh skrev i Stora kokboken från 1944 en mängd olika recept för köttbullar; de flesta med ox- eller kalvfärs, men även för skinkfärs. Där finns flera varianter med köttbullar innehållande såväl gul lök som rödlök, vitpeppar, paprikapulver, tomatpuré och grädde eller mjölk.
I Matrapporten, en årlig sammanställning av svenskarnas matvanor, har köttbullar med tillbehör legat stabilt på topp 10-listan över svenskarnas favoritvardagsrätter kring år 2020.

#### Ursprung
Svenska institutet hävdade 2018 att svenska köttbullar baseras på recept som kung Karl XII skulle ha tagit med sig från Turkiet (dåvarande Osmanska riket) till Sverige under tidigt 1700-tal. Uttalandet innehöll texten "Låt oss hålla oss till fakta!", vilket framställde det som en verifierad sanning. Mathistorikern Richard Tellström framhöll att det inte finns några historiska belägg som styrker påståendet. Däremot finns sedan tidigare en publicerad teori om att Karl XII förde nya matvanor från Osmanska riket till Sverige. Litteraturforskaren Annie Mattson vid Uppsala universitet har 2018 bekräftat att det finns en teori om att Karl XII, efter ett nederlag mot Ryssland, flydde till nuvarande Moldavien i det dåvarande Osmanska riket och att han därifrån hämtade med sig köttbullar, kaffebönor och kåldolmar till Sverige. Historikern Dick Harrison anser det osannolikt att just Karl XII eller någon i hans omgivning var ansvarig för den kulinariska importen, men har inte kunnat avfärda det.

### Servering
Ett vanligt svenskt sätt att servera köttbullar är tillsammans med potatis, gräddsås, pressgurka och lingon. Köttbullar (utan sås) är även en av huvudrätterna på det svenska julbordet. I exempelvis USA är det vanligt att svenska köttbullar eller svenskinspirerade köttbullar serveras med kokt pasta och en varm sour cream-sås.

### Bilder

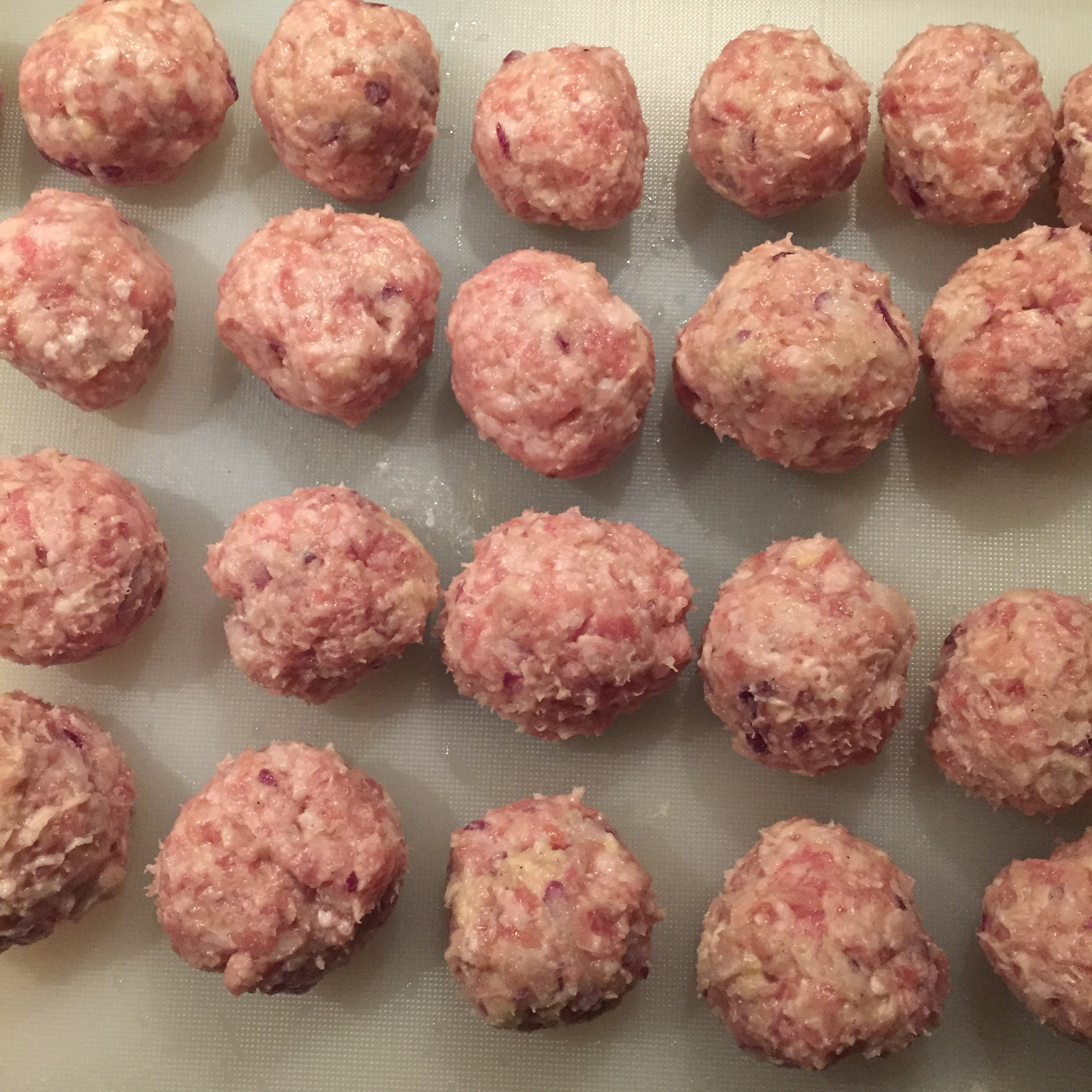
Råa svenska köttbullar.
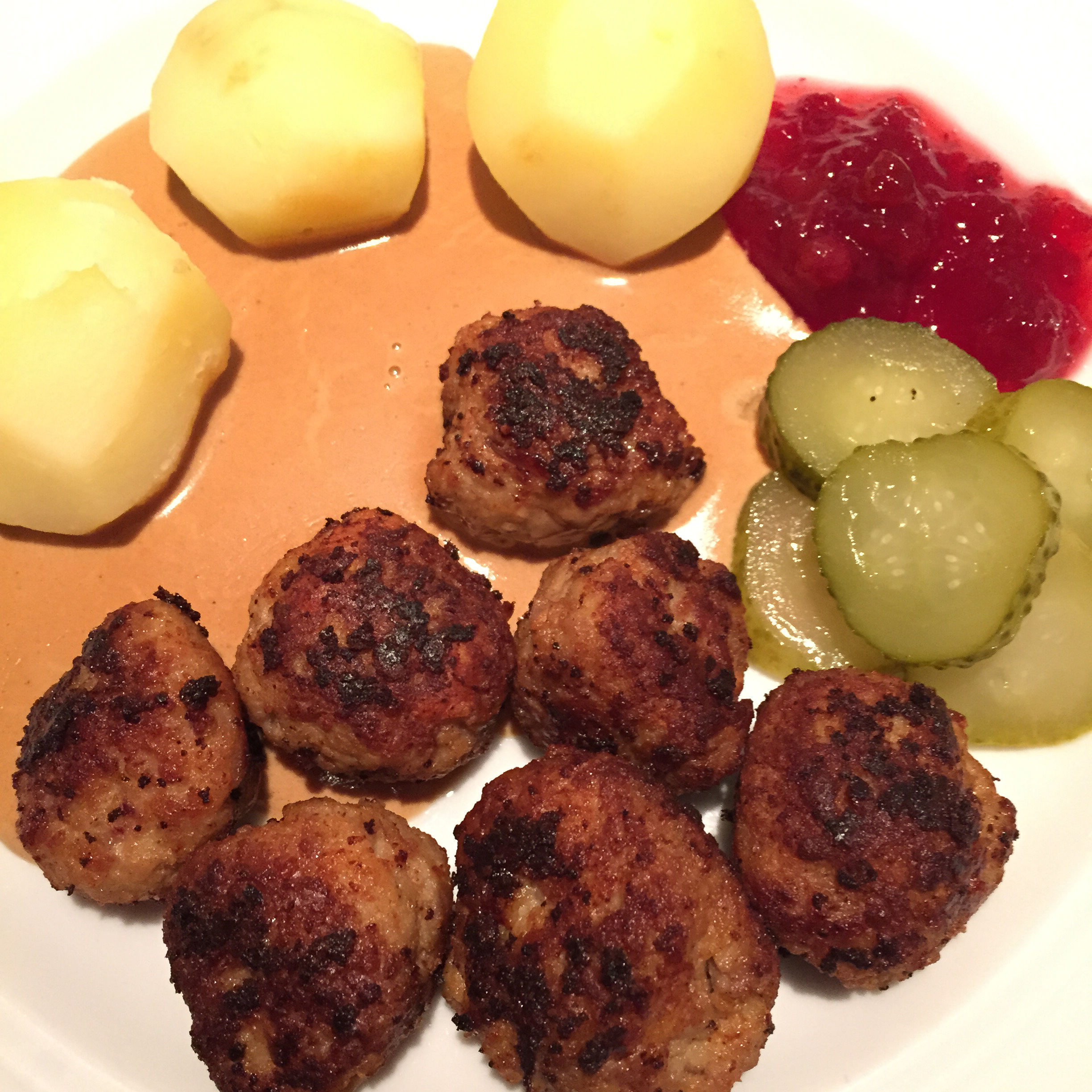
Svenska köttbullar serverade med bland annat kokt potatis.
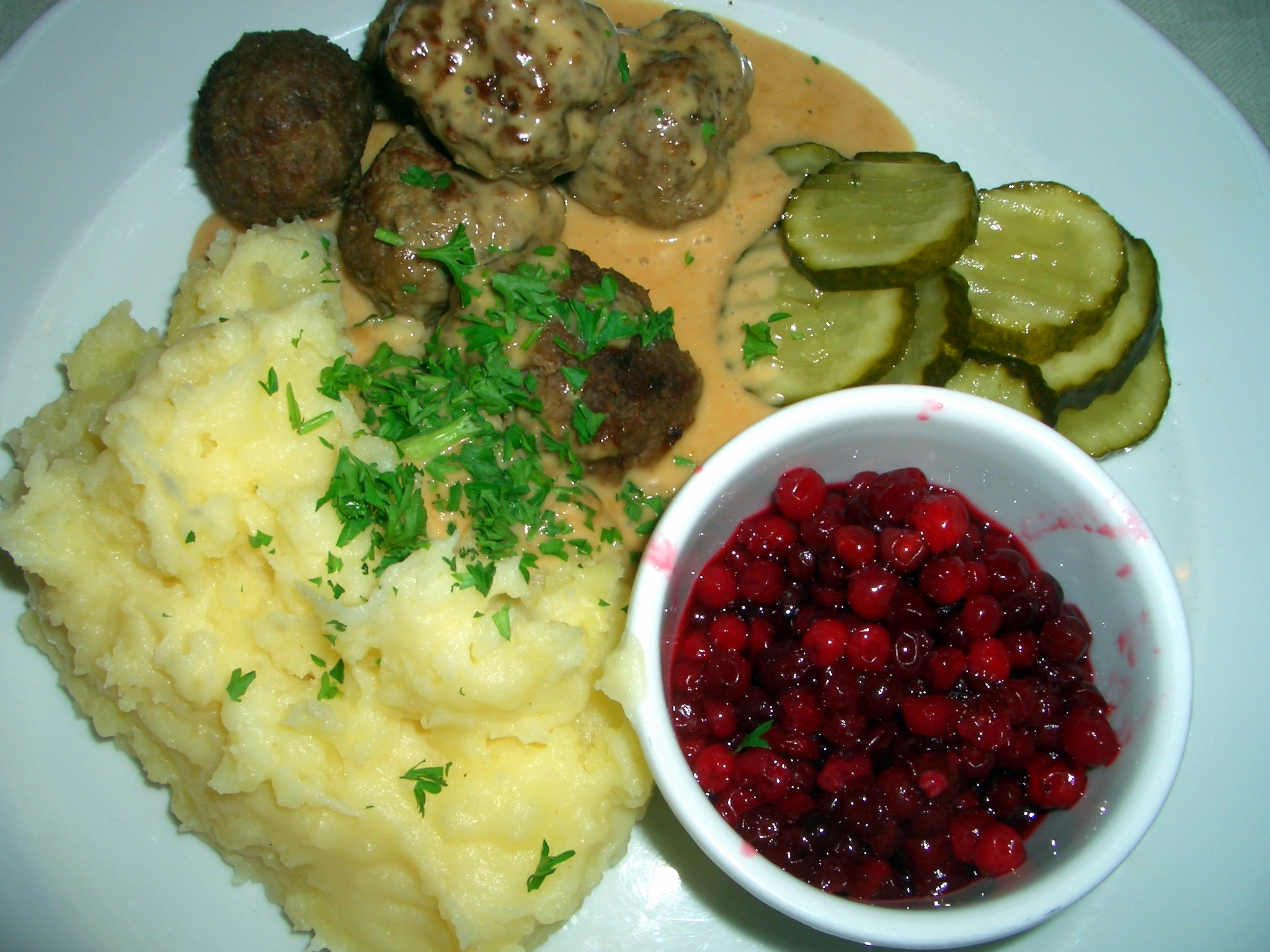
Köttbullar med potatismos, brunsås och lingon.
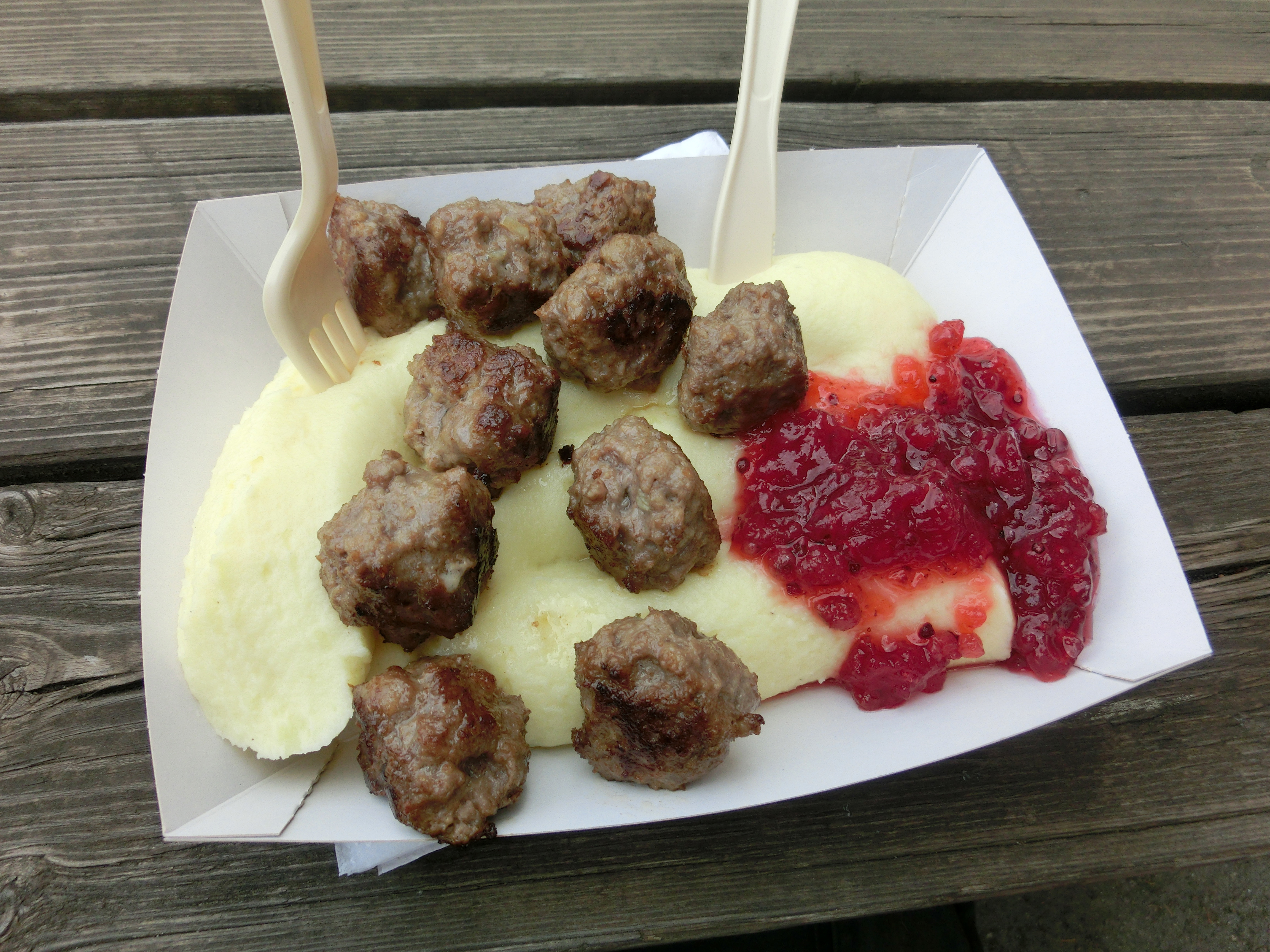
Köttbullar med potatismos och lingonsylt (mosbricka) i ett gatukök i Falköping.
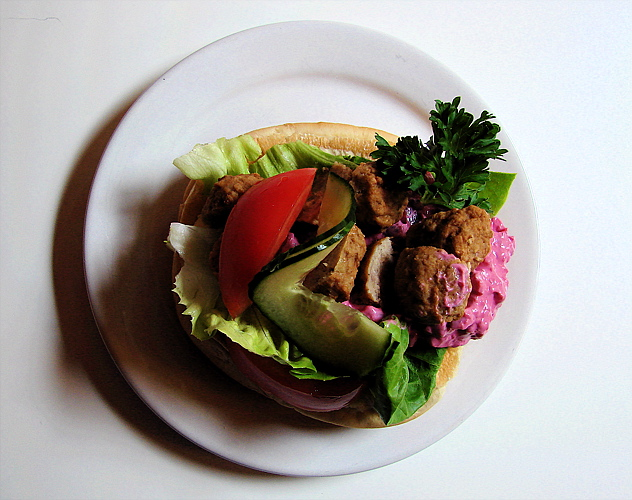
En köttbullesmörgås med bland annat köttbullar och rödbetssallad.
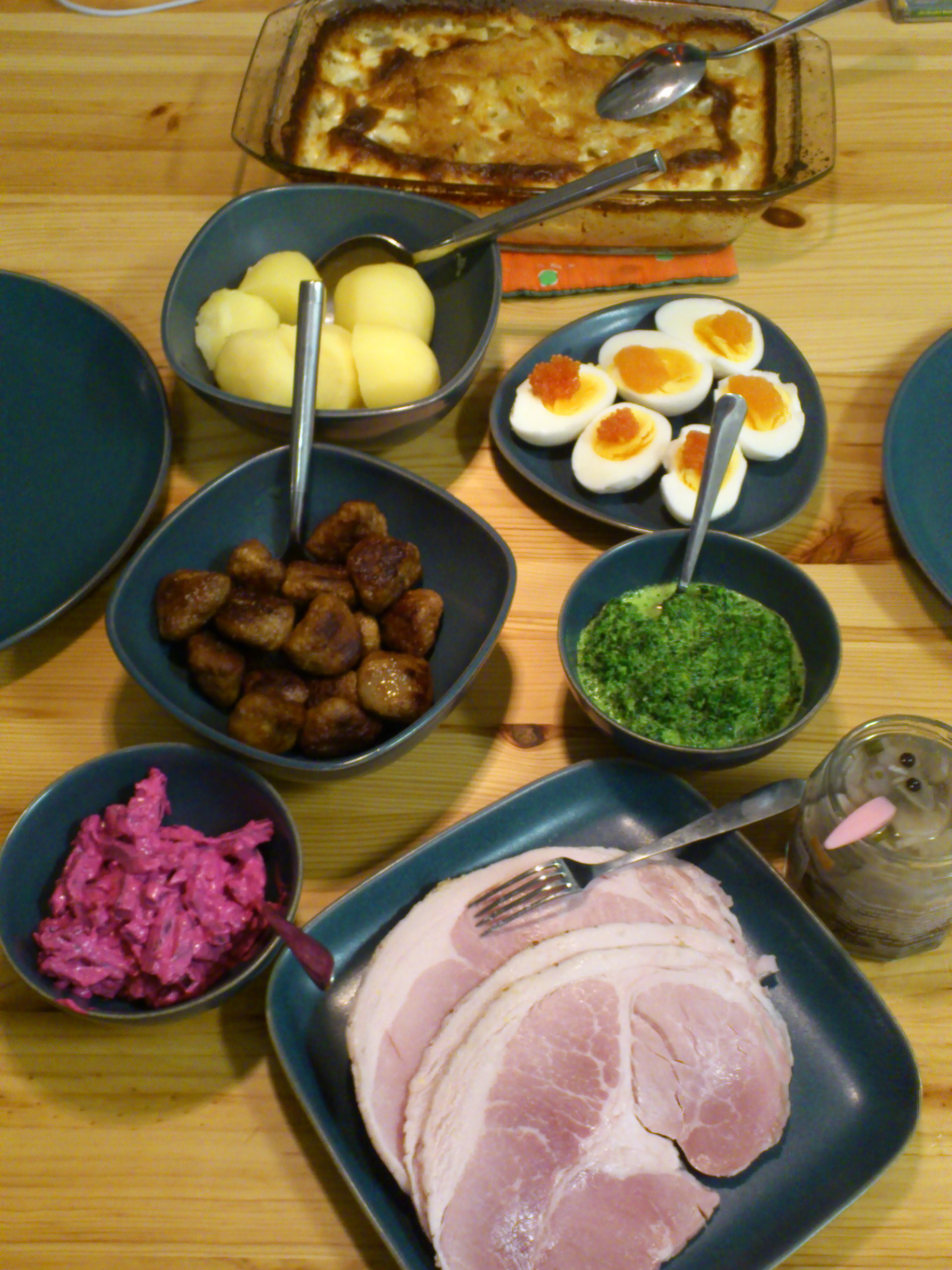
Köttbullar bland annan julmat i Sverige.
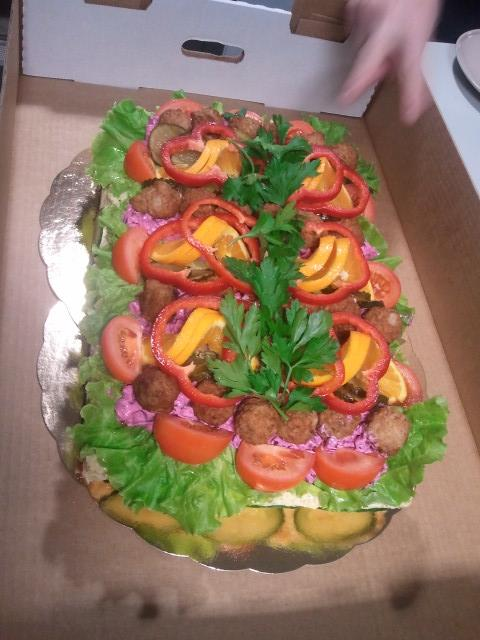
Smörgåstårta med köttbullar.
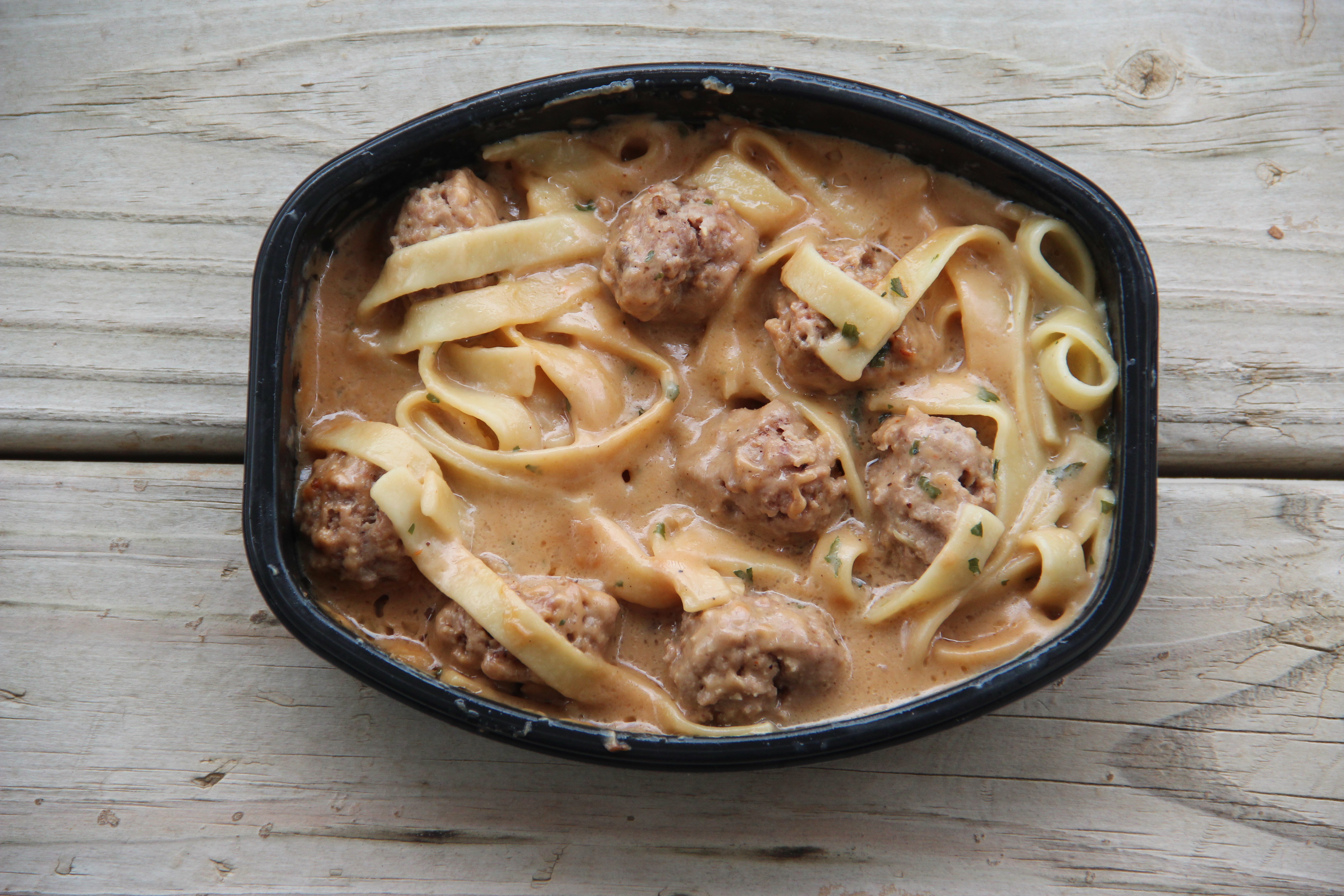
Svenska köttbullar som amerikansk färdigmat med bandspagetti och en sås.
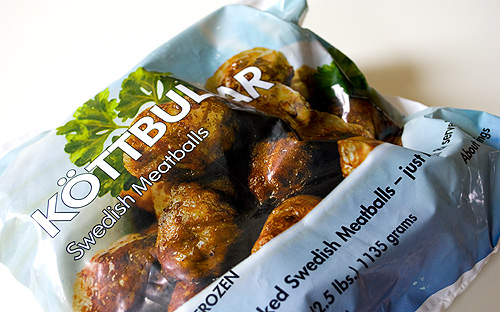
Färdiglagade djupfrysta köttbullar.
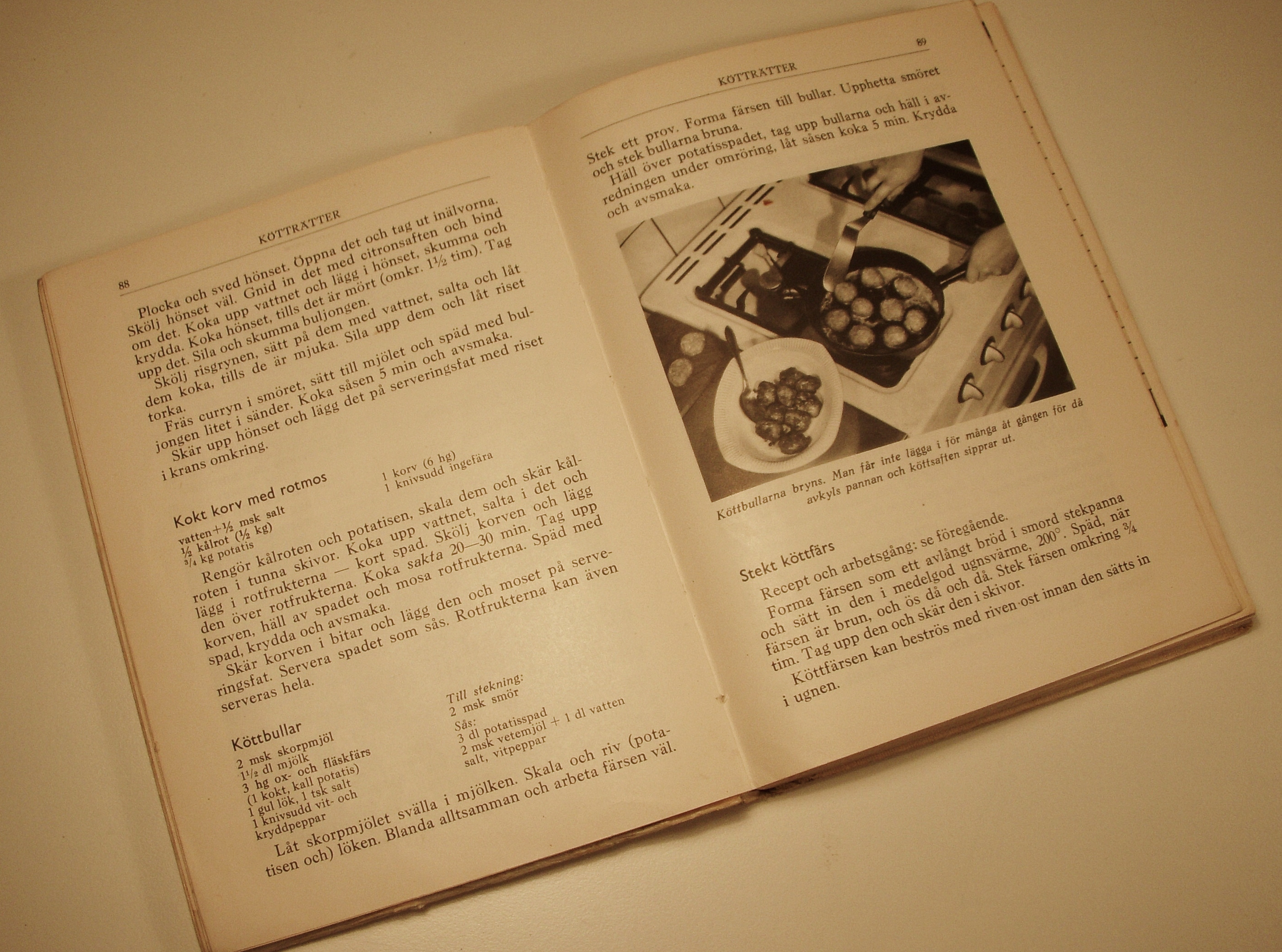
Kokbok för skola och hem 1960.

## Köttbullens dag
Köttbullens dag i Sverige infaller den 23 augusti och i USA den 9 mars.